# Campeonato Sudamericano de Baloncesto de 2004
El Campeonato Sudamericano de Baloncesto de 2004 corresponde a la XLI edición del Campeonato Sudamericano de Baloncesto. Disputado en Campos dos Goytacazes, Brasil entre los días 13 y 18 de julio. Fue ganado por Argentina, en segundo lugar Brasil y en tercero Venezuela.

## Equipos
- Argentina
- Brasil
- Chile
- Paraguay
- Uruguay
- Venezuela

## Ronda previa
|   | Equipo    | Pts | J | G | P | PF  | PC  | Dif |
| - | --------- | --- | - | - | - | --- | --- | --- |
| 1 | Brasil    | 9   | 5 | 4 | 1 | 459 | 441 | 18  |
| 2 | Argentina | 9   | 5 | 4 | 1 | 514 | 430 | 84  |
| 3 | Venezuela | 8   | 5 | 3 | 2 | 513 | 442 | 71  |
| 4 | Uruguay   | 8   | 5 | 3 | 2 | 461 | 459 | 2   |
| 5 | Chile     | 6   | 5 | 1 | 4 | 407 | 503 | -96 |
| 6 | Paraguay  | 5   | 5 | 0 | 5 | 387 | 466 | -79 |

| 13 de julio, 16:00                    | Uruguay                               | 77-97                                 | Venezuela             |  |
| Reporte                               |                                       |                                       |                       |  |
| Parciales: 18-24, 15-23, 19-27, 25-23 | Parciales: 18-24, 15-23, 19-27, 25-23 | Parciales: 18-24, 15-23, 19-27, 25-23 | Campos dos Goytacazes |  |
| Pablo Morales 13                      | Pts                                   | 16 Richard Lugo                       | Campos dos Goytacazes |  |
| Trelonnie Owens 7                     | Rebs                                  | 7 Richard Lugo                        | Campos dos Goytacazes |  |
| Nicolás Mazzarino 5                   | Asists                                | 5 Diego Guevara                       | Campos dos Goytacazes |  |

| 13 de julio, 18:00 | Argentina             | 83-74 | Paraguay |  |
|                    | Campos dos Goytacazes |       |          |  |

| 13 de julio, 20:30                    | Chile                                 | 84-92                                 | Brasil                |  |
| Reporte                               |                                       |                                       |                       |  |
| Parciales: 26-25, 16-21, 26-25, 16-21 | Parciales: 26-25, 16-21, 26-25, 16-21 | Parciales: 26-25, 16-21, 26-25, 16-21 | Campos dos Goytacazes |  |
| Patricio Briones 26                   | Pts                                   | 21 Marcelo Machado                    | Campos dos Goytacazes |  |
| Patricio Briones 5                    | Rebs                                  | 5 Estebam Ferreira                    | Campos dos Goytacazes |  |
| Patrick Saez 4                        | Asists                                | 4 Marcelo Machado                     | Campos dos Goytacazes |  |

| 14 de julio, 16:00                    | Venezuela                             | 108-77                                | Chile                 |  |
| Reporte                               |                                       |                                       |                       |  |
| Parciales: 32-12, 20-29, 22-18, 34-18 | Parciales: 32-12, 20-29, 22-18, 34-18 | Parciales: 32-12, 20-29, 22-18, 34-18 | Campos dos Goytacazes |  |
| Víctor David Díaz 25                  | Pts                                   | 21 José Campos                        | Campos dos Goytacazes |  |
| Tomás Aguilera 7                      | Rebs                                  | 11 Patricio Briones                   | Campos dos Goytacazes |  |
| Diego Guevara 9                       | Asists                                | 3 José Campos                         | Campos dos Goytacazes |  |

| 14 de julio, 18:00                    | Paraguay                              | 76-89                                 | Uruguay               |  |
| Reporte                               |                                       |                                       |                       |  |
| Parciales: 15-21, 18-25, 19-16, 24-27 | Parciales: 15-21, 18-25, 19-16, 24-27 | Parciales: 15-21, 18-25, 19-16, 24-27 | Campos dos Goytacazes |  |
| Enrique Martínez 21                   | Pts                                   | 41 Nicolás Mazzarino                  | Campos dos Goytacazes |  |
| Enrique Martínez 7                    | Rebs                                  | 8 Trelonnie Owens                     | Campos dos Goytacazes |  |
| Enrique Martínez 3                    | Asists                                | 7 Marcelo Capalbo                     | Campos dos Goytacazes |  |

| 14 de julio, 20:00                    | Brasil                                | 98-92                                 | Argentina             |  |
| Reporte                               |                                       |                                       |                       |  |
| Parciales: 21-19, 24-20, 29-15, 24-38 | Parciales: 21-19, 24-20, 29-15, 24-38 | Parciales: 21-19, 24-20, 29-15, 24-38 | Campos dos Goytacazes |  |
| Marcelo Machado 27                    | Pts                                   | 28 Walter Herrmann                    | Campos dos Goytacazes |  |
| Marcelo Machado 8                     | Rebs                                  | 8 Walter Herrmann                     | Campos dos Goytacazes |  |
| Marcelo Machado 13                    | Asists                                | 6 Daniel Farabello                    | Campos dos Goytacazes |  |

| 15 de julio, 16:00                    | Paraguay                              | 77-114                                | Venezuela             |  |
| Reporte                               |                                       |                                       |                       |  |
| Parciales: 23-25, 17-36, 16-32, 21-21 | Parciales: 23-25, 17-36, 16-32, 21-21 | Parciales: 23-25, 17-36, 16-32, 21-21 | Campos dos Goytacazes |  |
| Guillermo Araujo 17                   | Pts                                   | 18 Carlos Morris                      | Campos dos Goytacazes |  |
| Enrique Martínez 5                    | Rebs                                  | 11 Óscar Torres                       | Campos dos Goytacazes |  |
| Enrique Martínez 3                    | Asists                                | 4 Diego Guevara                       | Campos dos Goytacazes |  |

| 15 de julio, 18:00                    | Argentina                             | 108-69                                | Chile                 |  |
| Reporte                               |                                       |                                       |                       |  |
| Parciales: 24-20, 31-15, 33-18, 20-16 | Parciales: 24-20, 31-15, 33-18, 20-16 | Parciales: 24-20, 31-15, 33-18, 20-16 | Campos dos Goytacazes |  |
| Leo Gutiérrez 23                      | Pts                                   | 18 Patricio Briones                   | Campos dos Goytacazes |  |
| Leo Gutiérrez 5                       | Rebs                                  | 6 Christian Díaz                      | Campos dos Goytacazes |  |
| Carlos Delfino 5                      | Asists                                | 4 Patricio Briones                    | Campos dos Goytacazes |  |

| 15 de julio, 20:00                    | Uruguay                               | 103-86                                | Brasil                |  |
| Reporte                               |                                       |                                       |                       |  |
| Parciales: 25-22, 26-19, 23-20, 29-25 | Parciales: 25-22, 26-19, 23-20, 29-25 | Parciales: 25-22, 26-19, 23-20, 29-25 | Campos dos Goytacazes |  |
| Nicolás Mazzarino 42                  | Pts                                   | 27 Marcelo Machado                    | Campos dos Goytacazes |  |
| Trelonnie Owens 12                    | Rebs                                  | 12 Marcelo Machado                    | Campos dos Goytacazes |  |
| Pablo Morales 7                       | Asists                                | 10 Marcelo Machado                    | Campos dos Goytacazes |  |

| 16 de julio, 16:00 | Chile                 | 95-92 | Paraguay |  |
|                    | Campos dos Goytacazes |       |          |  |

| 16 de julio, 18:00                    | Argentina                             | 118-89                                | Uruguay               |  |
| Reporte                               |                                       |                                       |                       |  |
| Parciales: 29-23, 37-31, 22-17, 30-18 | Parciales: 29-23, 37-31, 22-17, 30-18 | Parciales: 29-23, 37-31, 22-17, 30-18 | Campos dos Goytacazes |  |
| Leo Gutiérrez 19                      | Pts                                   | 16 Nicolás Mazzarino                  | Campos dos Goytacazes |  |
| Leo Gutiérrez 4                       | Rebs                                  | 7 Esteban Batista                     | Campos dos Goytacazes |  |
| Pablo Prigioni 9                      | Asists                                | 2 Alejandro Muro                      | Campos dos Goytacazes |  |

| 16 de julio, 20:00                    | Brasil                                | 98-94                                 | Venezuela             |  |
| Reporte                               |                                       |                                       |                       |  |
| Parciales: 27-25, 31-25, 19-16, 21-32 | Parciales: 27-25, 31-25, 19-16, 21-32 | Parciales: 27-25, 31-25, 19-16, 21-32 | Campos dos Goytacazes |  |
| Marcelo Machado 28                    | Pts                                   | 21 Diego Guevara                      | Campos dos Goytacazes |  |
| André Bambú Quirino 9                 | Rebs                                  | 6 Richard Lugo                        | Campos dos Goytacazes |  |
| Marcelo Machado 9                     | Asists                                | 5 Diego Guevara                       | Campos dos Goytacazes |  |

| 17 de julio, 14:00 | Uruguay               | 103-82 | Chile |  |
|                    | Campos dos Goytacazes |        |       |  |

| 17 de julio, 16:00                   | Brasil                               | 85-68                                | Paraguay              |  |
| Reporte                              |                                      |                                      |                       |  |
| Parciales: 23-21, 25-17, 19-9, 18-21 | Parciales: 23-21, 25-17, 19-9, 18-21 | Parciales: 23-21, 25-17, 19-9, 18-21 | Campos dos Goytacazes |  |
| Estevam Ferreira 17                  | Pts                                  | 27 Enrique Martínez                  | Campos dos Goytacazes |  |
| André Bambú Quirino 6                | Rebs                                 | 10 Enrique Martínez                  | Campos dos Goytacazes |  |
| Marcelo Machado 9                    | Asists                               | 7 Enrique Martínez                   | Campos dos Goytacazes |  |

| 16 de julio, 18:00                    | Venezuela                             | 100-113                               | Argentina             |  |
| Reporte                               |                                       |                                       |                       |  |
| Parciales: 25-24, 24-29, 32-35, 19-25 | Parciales: 25-24, 24-29, 32-35, 19-25 | Parciales: 25-24, 24-29, 32-35, 19-25 | Campos dos Goytacazes |  |
| Víctor David Díaz 32                  | Pts                                   | 29 Walter Herrmann                    | Campos dos Goytacazes |  |
| Óscar Torres 9                        | Rebs                                  | 9 Leo Gutiérrez                       | Campos dos Goytacazes |  |
| Diego Guevara 6                       | Asists                                | 5 Bruno Labaque                       | Campos dos Goytacazes |  |

## Tercer puesto
| 18 de junio | Venezuela             | 76-74 | Uruguay |  |
|             | Campos dos Goytacazes |       |         |  |

## Final
| 18 de junio, 12:00                    | Brasil                                | 78-95                                 | Argentina             |  |
| Reporte                               |                                       |                                       |                       |  |
| Parciales: 18-23, 19-17, 21-26, 20-29 | Parciales: 18-23, 19-17, 21-26, 20-29 | Parciales: 18-23, 19-17, 21-26, 20-29 | Campos dos Goytacazes |  |
| André Quirino 16                      | Pts                                   | 37 Walter Herrmann                    | Campos dos Goytacazes |  |
| André Quirino 8                       | Rebs                                  | 11 Walter Herrmann                    | Campos dos Goytacazes |  |
| Marcelo Machado 4                     | Asists                                | 5 Carlos Delfino                      | Campos dos Goytacazes |  |

| Argentina            |
| Campeón Argentina    |
| Décimo primer título |

## Posiciones finales
| Pos | Equipo    | JJ | G | P | PF  | PC  | Dif  |
| --- | --------- | -- | - | - | --- | --- | ---- |
|     | Argentina | 6  | 5 | 1 | 609 | 508 | +101 |
|     | Brasil    | 6  | 4 | 2 | 537 | 536 | +1   |
|     | Venezuela | 6  | 4 | 2 | 589 | 516 | +73  |
| 4   | Uruguay   | 6  | 3 | 3 | 535 | 535 | 0    |
| 5   | Chile     | 5  | 1 | 4 | 407 | 503 | -96  |
| 6   | Paraguay  | 5  | 0 | 5 | 387 | 466 | -79  |

## Líderes del torneo
| Puntos            | Puntos | Rebotes             | Rebotes | Asistencias       | Asistencias |
| ----------------- | ------ | ------------------- | ------- | ----------------- | ----------- |
| Nicolás Mazzarino | 26.7   | Trelonnie Owens     | 7.3     | Marcelo Machado   | 8.2         |
| Enrique Martínez  | 23.0   | André Bambú Quirino | 7.0     | Diego Guevara     | 6.2         |
| Walter Herrmann   | 22.5   | Patricio Briones    | 7.0     | Nicolás Mazzarino | 5.2         |
| Patricio Briones  | 21.4   | Marcelo Machado     | 6.2     | Enrique Martínez  | 4.8         |
| Marcelo Machado   | 21.2   | Óscar Torres        | 6.2     | Pablo Prigioni    | 4.3         |

Lista completa en FIBA Américas.